# 잠영
잠영(Underwater swimming)은 잠수해서 물속을 나아가는 수영 방법이다.

## 같이 보기
- 1900년 하계 올림픽 수영 남자 잠영
- 스쿠버 다이빙
- 잠수
- 프리다이빙